# الگوها (فیلم)
الگوها (انگلیسی: Role Models) فیلمی در ژانر زوج هنری و اسلپ‌استیک است که در سال ۲۰۰۸ منتشر شد.

## بازیگران
- شان ویلیام اسکات
- پل راد
- کریستوفر مینتز-پلاسه
- الیزابت بنکس
- جین لینچ
- کن جیونگ
- کن مارینو
- آماندا ریگتی
- مت والش
- نیکول رندل جانسون
- وینسنت مارتلا
- جو لو ترولیو
- مت مالوی
- کیگان-مایکل کی
- جسیکا موریس
- لوئی سی. کی.
- نیت هارتلی
- جنی رابرتسون
- مت والش
- کارلی کریگ